# Минуции (род)
Мину́ции (лат. Minucii) — древнеримский знатный патрицианский (позже также и плебейский) род — первые упоминания о роде Минуциев относятся к первым годам Римской республики.
В IV веке до н. э. появляются упоминания о плебейских носителях данной фамилии; в последующие годы представители Минуциев-плебеев принимают активнейшее участие в политической жизни Республики. В честь Минуциев назван ряд архитектурных и строительных объектов Рима и Италии: Портик Минуция, Минуциевы ворота, Мост Минуция, Минуциева дорога.

## Имя рода
Имя рода Минуциев, возможно, происходит от лат. minuo — «раздроблять, делить на мелкие части».

## Родовые имена
Среди Минуциев использовались имена Марк (лат. Marcus), Публий (лат. Publius), Луций (лат. Lucius), Квинт (лат. Quintus), Тиберий (лат. Tiberius). Реже встречаются имена Спурий (лат. Spurius) и Гай (лат. Gaius).

## Ветви рода
В роду патрицианских Минуциев выделяют семьи Авгурин (Augurinus) — от лат. augur (жрец-авгур), возможно, указывает на исполнение ранними представителями данной семьи обязанностей авгуров, Эсквилин (Esquilinus) — от названия римского холма Эсквилин, где, возможно, проживали представители данной семьи. Среди плебейских Минуциев выделяют семьи Руф — от лат. rufus (рыжий), возможно, указывает на цвет волос представителей данной семьи, Терм (или Ферм) (Thermus), Базил (Basilus).

## Представители рода

### Патрицианские семьи Минуциев
- Марк Минуций Авгурин (ум. после 491 до н. э.), один из первых двух квесторов Республики, совместно с Публием Ветурием Гемином Цикурином (избран в 509 году до н. э[2].). Позднее, в 497[3] и 491 годах[4], стал консулом, где его коллегой по должности был Авл Семпроний Атратин;
- Публий Минуций Авгурин (ум. после 492 до н. э.), консул Республики в 492 году до н. э[4].;
- Луций Минуций Эсквилин Авгурин (ум. после 440 до н. э.), консул в 458 году до н. э[5]., децемвир в 450 году[6], префект анноны 440 года до н. э[7].;
- Квинт Минуций Эсквилин (ум. после 457 до н. э.), консул, совместно с Гаем Горацием Пульвиллом, в 457 году до н. э[8];
- Спурий Минуций (ум. после 420 до н. э.), верховный понтифик 420 года до н. э[9].;
- Минуция (ум. 337 до н. э.), весталка, казнённая в 337 году до н. э. за нечестие (заживо закопана в землю у Коллинских ворот[10]);
- Тиберий Минуций Авгурин (ум. 305 до н. э.), консул 305 года до н. э., погиб в том же году (305 до н. э.) в ходе 2-й Самнитской войны[11]

### Плебейские семьи Минуциев
- Марк Минуций Фез (ум. после 299 до н. э.), авгур 299 года до н. э[12].;
- Марк Минуций Руф (ум. 216 до н. э.), консул, совместно с Публием Корнелием Сципионом Азиной, в 221 году до н. э., начальник конницы при диктаторе Квинте Фабии Максиме в 217 г. до н. э[13]. Погиб в битве при Каннах[14];
- Квинт Минуций Руф (ум. после 183 до н. э.), консул 197 года до н. э., где его коллегой стал патриций Гай Корнелий Цетег[15];
- Квинт Минуций Ферм (Терм, ум. 188 до н. э.), консул, вместе с Луцием Корнелием Мерулой, в 193 году до н. э[16].;
- Луций Минуций Миртил (ум. после 188 до н. э.), член сенатского посольства в Карфаген: совместно с неким Луцием Манлием обвинён в избиении карфагенских послов и по распоряжению городского претора Марка Клавдия выдан через фециалов этим послам и увезён в Сев. Африку[17];
- Тиберий Минуций Молликул (ум. после 180 до н. э.), претор 180 года до н. э[18].;
- Марк Минуций Руф (ум. после 106 до н. э.), консул 110 года до н. э[19]., управлявший с проконсульским империем Македонией;
- Луций Минуций, сын Тита, Катон (ум. после 82 до н. э[20].), член коллегии дуумвиров наряду с неким Луцием Статорием, сыном Луция, Бальбом, чьё имя фигурирует в одной, обнаруженной в Телезии (Самний), надписи, датируемой промежутком между 82 и 79 годом до н. э[20].;
- Марк Минуций Терм (Ферм, ум. после 80 до н. э.), пропретор Азии в 80 году до н. э., занимавший должность претора в 82 или 81 году, под началом которого начал свою военную службу юный Гай Юлий Цезарь;
- Луций Минуций, сын Луция, Пика (ум. после 50 до н. э[21].), кваттуорвир из Кал (Кампания), упоминающийся совместно с неким Титом Туторием, сыном Тита, Павлом в одной надписи, которая датируется периодом между 50 и 31 годом до н. э[21]. Возможно, идентичен Минуцию Пике, который фигурирует у Марка Теренция Варрона[22];
- Квинт Минуций Терм (ум. после 35 до н. э.), народный трибун 62 года до н. э., занимавший в промежутке между 60 и 58 годом претуру. В 53—50 годах до н. э. также управлял Азией. Возможно, племянник предыдущего;
- Луций Минуций Базил Сатриан (ум. 43 до н. э.), легат Юлия Цезаря в Галлии на заключительном этапе войны (58—50 годы до н. э.). Позже — цезарианец, претор Республики 45 года до н. э. Один из убийц диктатора.